# Stazione di Pisa Centrale
La stazione di Pisa Centrale è la principale stazione ferroviaria della città di Pisa.
L'impianto è uno dei principali nodi ferroviari della Toscana: nella stazione infatti confluiscono diverse linee di importanza nazionale, ossia la ferrovia Pisa-Livorno (per Roma), la ferrovia Genova-Pisa e la ferrovia Pisa-Firenze, e locale, ossia la ferrovia Lucca-Pisa e la linea per Vada via Collesalvetti.

## Storia

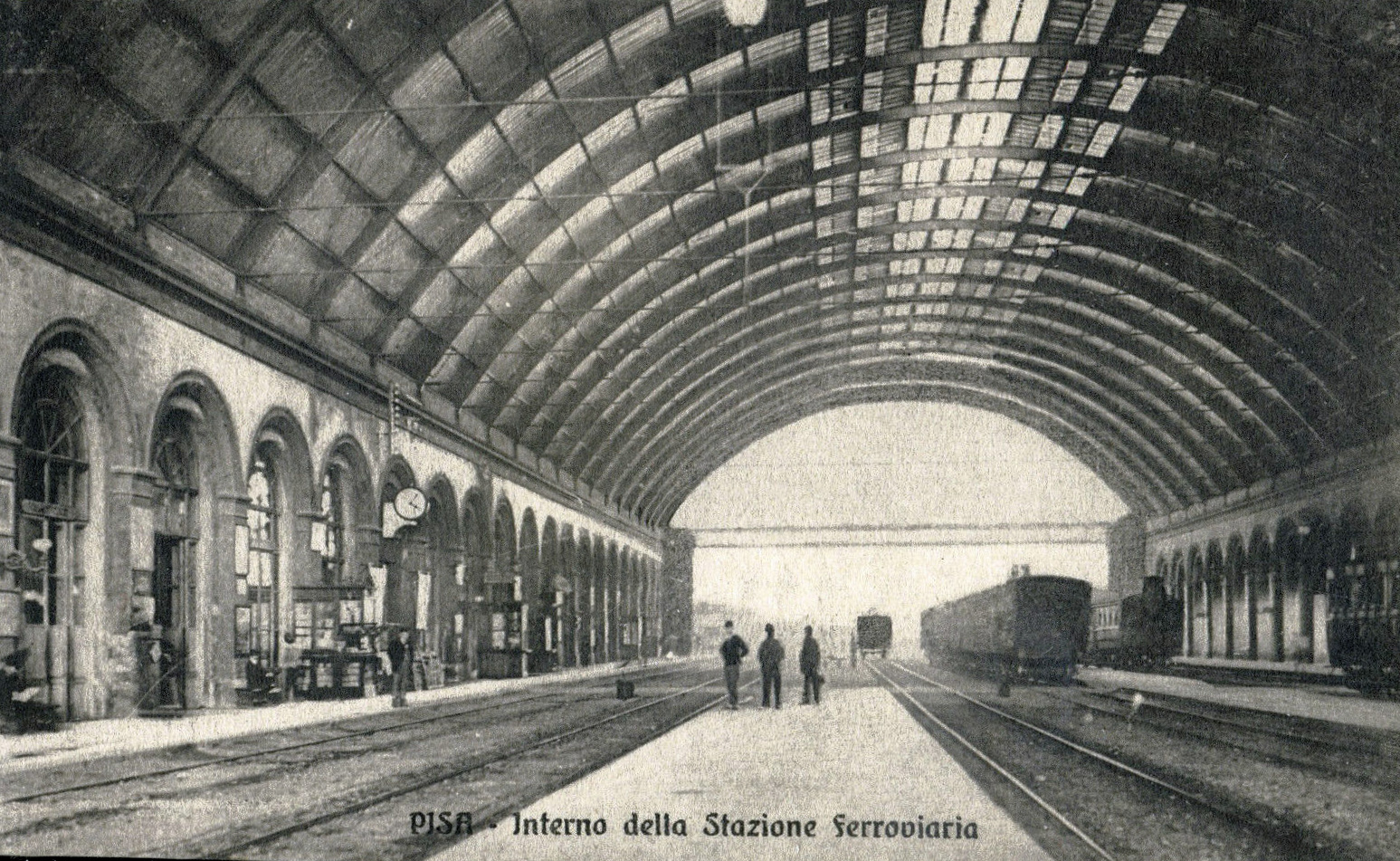
La stazione di Pisa Centrale in una cartolina d'epoca

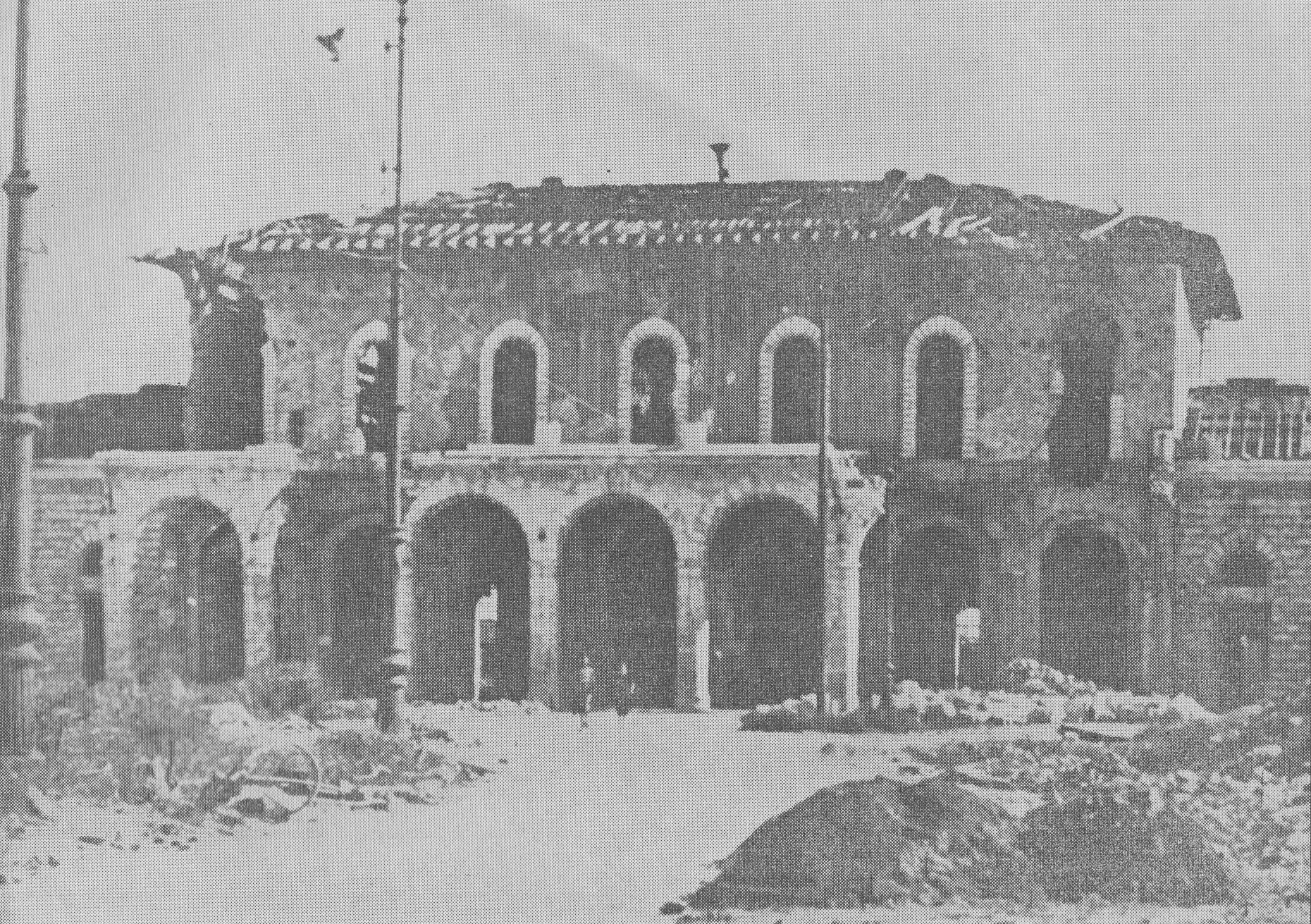
Il fabbricato viaggiatori nel 1943, gravemente danneggiato a causa della seconda guerra mondiale

La stazione di Pisa Centrale fu costruita nel 1862 a seguito dell'attuazione di un piano urbanistico approvato nel febbraio 1861 per riunire in un'unica stazione la ferrovia Leopolda e la linea per Lucca. Per la sua realizzazione fu sventrata Via dei Cappuccini che iniziava subito all'uscita della porta San Gilio. L'inaugurazione del fabbricato viaggiatori della nuova stazione portò alla trasformazione della vecchia Stazione Leopolda (inaugurata nel 1844) in uno scalo merci, che funzionò fino al 1929, anno in cui l'impianto fu dismesso definitivamente.
Per facilitare l'accesso alla nuova stazione centrale, nel 1864 fu abbattuta la porta San Gilio e le mura circostanti e nello spazio liberato nel 1866 fu creata la grande piazza Vittorio Emanuele II e la barriera daziaria.
Col piano regolatore del 1871 curato da Vincenzo Micheli fu modificata piazza Vittorio Emanuele II a forma ellittica e furono costruiti due padiglioni daziari a forma di archi di Giano, mentre come ulteriore asse di accesso alla stazione fu costruita l'attuale Via Crispi al posto del campo del Canapaio e un nuovo ponte sull'Arno, ponte Solferino.
La stazione originariamente aveva una grande arcata metallica che copriva i 6 binari passanti. A inizio 1900 vennero smontate alcune parti metalliche laterali per favorire il ricircolo d'aria all'interno. Nel giugno 1940 l'intera copertura venne completamente smontata.
L'intero complesso di Pisa Centrale, gravemente danneggiato durante la seconda guerra mondiale, fu ricostruito con alcune modifiche rispetto al disegno originario dall'architetto Roberto Narducci.

## Strutture e impianti
L'impianto è gestito da RFI.

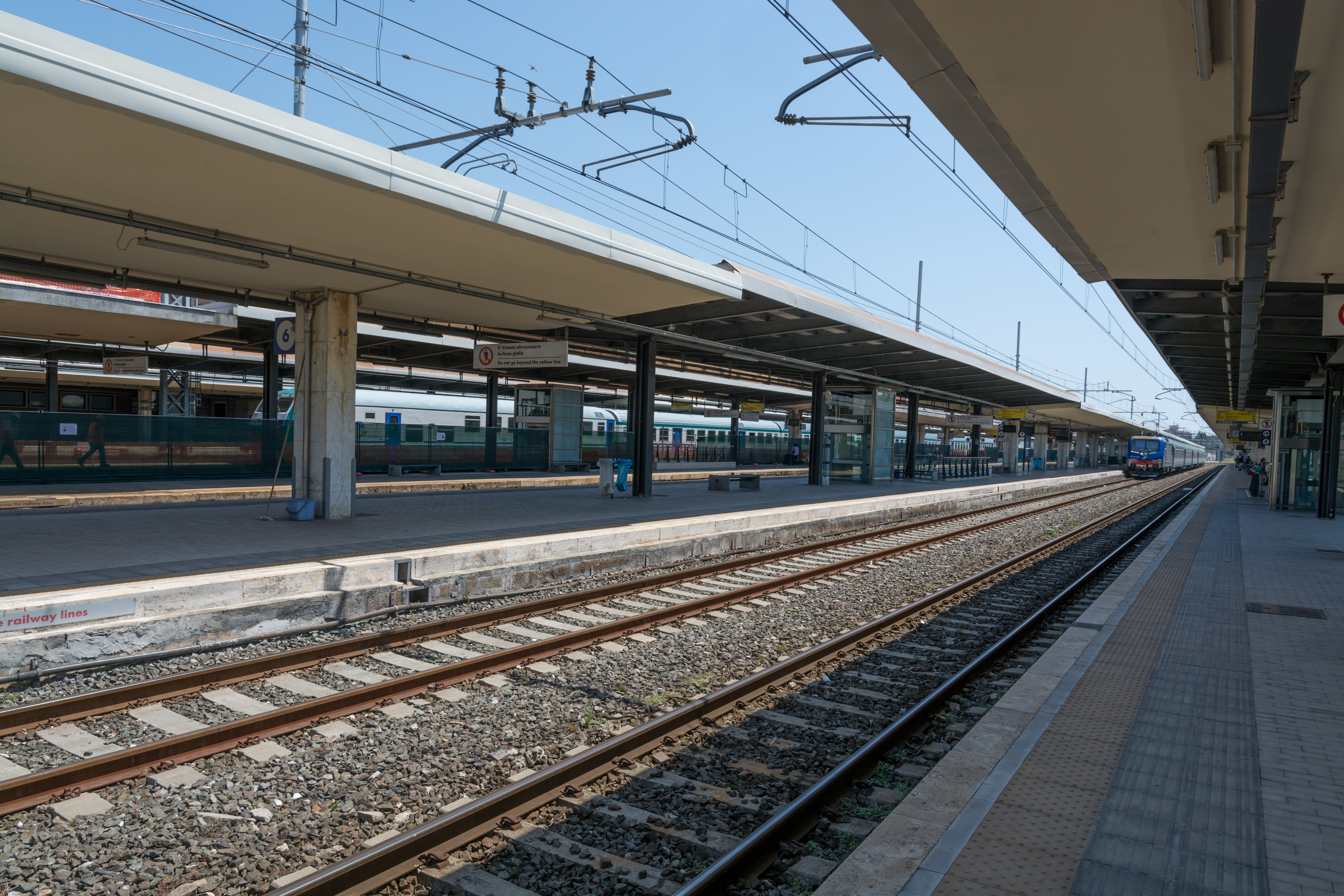
La stazione lato binari

Il fabbricato viaggiatori della stazione è di ampie dimensioni e visto la notevole importanza dello scalo offre numerosi servizi come biglietteria nazionale e internazionale, sala d'attesa, deposito bagagli, sede della Polizia ferroviaria, tre bar, pizzeria, fast food, self-service, tre edicole, tabaccheria, farmacia ed altri negozi.
Il piazzale è dotato di dodici binari passanti e sei binari di scalo tronchi (binari 1 e 2 tronco ovest, binari 1, 2 e 3 tronco est, quest'ultimo in disuso, e il binario 13) per il servizio passeggeri. Il binario 1 è di corsa per i treni diretti a Lucca; i binari 4 e 5 sono di corretto tracciato per la direttrice Genova-Roma; i binari 8 e 9 sono di corretto tracciato per la direttrice Livorno-Firenze; i rimanenti binari sono di precedenza. Tutti i binari sono muniti di ascensori e sono serviti da marciapiedi, con pensiline, i quali sono collegati da due sottopassaggi.
Altri binari vengono utilizzati come depositi di vetture in disuso e confluiscono in un'area corrispondente al vecchio deposito dei treni, spostato a Livorno negli anni trenta, ma che viene ancora utilizzato per la sosta dei convogli che terminano la loro corsa a Pisa.
L'8 dicembre 2008 fu attivato l'impianto Apparato Centrale Computerizzato (ACC). In conseguenza di ciò, dal punto di vista della gestione del traffico ferroviario, Pisa Centrale è divenuta un fascio binari di competenza dell'area della stazione di Pisa.

### Interni del salone principale della biglietteria
La grande sala che costituisce la biglietteria della Stazione Centrale, è stata ripristinata agli inizi degli anni novanta con delle superfici marmoree e, nelle due pareti laterali rispetto all'ingresso nell'androne principale, presenta due affreschi di grandi dimensioni in stile neofuturista ad opera dell'artista Daniel Schinasi.

### Ambito della stazione di Pisa
A seguito dell'attivazione dell'apparato centrale computerizzato, dal punto di vista del traffico ferroviario Pisa Centrale fa parte di una struttura più grande, denominata Pisa. Questa stazione ha competenze sulla circolazione delle seguenti località ferroviarie:
- Pisa Aeroporto: fascio binari corrispondente alla stazione di Pisa Aeroporto, non più attiva dal 15 dicembre 2013.
- FM Campaldo: dove si dirama il raccordo fra la linea proveniente da Genova e quella diretta a Lucca;
- Deviatoio Navicelli: dal quale si diramano i cosiddetti binari Mezzaluna che raccordano la linea proveniente da Genova con quella diretta a Livorno evitando il passaggio presso il fascio di Pisa Centrale;
- Deviatoio Tagliaferri: dove i binari "Mezzaluna" si raccordano con la linea per Roma e dove si diramava un breve raccordo diretto al fascio binari Pisa Aeroporto[7].

## Movimento
Con un movimento passeggeri di circa 15 milioni di viaggiatori, la stazione è una delle più frequentate della regione e d'Italia, sia da turisti che da pendolari.
La stazione è servita da tutti i treni a lunga percorrenza che interessano il nodo, prevalentemente effettuati da Trenitalia, ed è servita dai treni regionali svolti anch'essi da Trenitalia nell'ambito del contratto di servizio stipulato con la Regione Toscana (servizi "Memorario").

## Servizi
L'area commerciale della stazione, che RFI classifica nella categoria "Platinum", dispone di:
- Biglietteria a sportello
- Biglietteria automatica
- Posto di Polizia ferroviaria
- Servizi igienici
- Bar
- Ristorante
- Sala d'attesa
- Ufficio informazioni turistiche

## Interscambi
Dal piazzale antistante la stazione partono le linee urbane degli autobus, gestite da Autolinee Toscane, che collegano la stazione con i Lungarni, con Piazza dei Miracoli e con gli altri quartieri cittadini.
Nelle vicinanze della stazione ferroviaria, sorge l'autostazione Sesta Porta, usata principalmente dalle linee extaurbane. In passato il terminal degli autobus era presso piazza Sant'Antonio, dove ospitava, fino al 1960, la stazione capolinea della cessata ferrovia Pisa-Tirrenia-Livorno ed in passato, dotato di impianti comuni a tale ferrovia, il capolinea delle tranvie per Pontedera e Marina di Pisa.
Sempre sul piazzale antistante la stazione, fra il 1912 e il 1952 era presente un capolinea della rete tranviaria di Pisa.
- Fermata autobus Autolinee Toscane
- Stazione taxi
- People mover Pisa Mover (stazione ferroviaria-Aeroporto di Pisa)